# Алжир на Светском првенству у атлетици на отвореном 2015.
Алжир је на Светском првенству у атлетици на отвореном 2015. одржаном у Пекингу од 22. до 30. августа, учествовао петнаести пут, односно учествовао је на свим првенствима одржаним до данас. Репрезентацију Алжира представљало је 14 атлетичара (11 мушкараца и 3 жене), који су се такмичили у 7 атлетских дисциплина (5 мушких и две женске).,
На овом првенству Алжир није освојио ниједну медаљу. Оборена су два национална и четири лична рекорда и 12 најбоља лична резултата сезоне. У табели успешности према броју и пласману такмичара који су учествовали у финалним такмичењима (првих 8 такмичара) Алжир је са 2 учесника у финалу делио 37. место са 9 бодова.
| Плас. | Земља | 1. место | 2. место | 3. место | 4. место | 5. место | 6. место | 7. место | 8. место | Бр. финал. | Бод. |
| ----- | ----- | -------- | -------- | -------- | -------- | -------- | -------- | -------- | -------- | ---------- | ---- |
| =37.  | Алжир | 0        | 0        | 0        | 1        | 1        | 0        | 0        | 0        | 2          | 9    |

## Учесници
| Мушкарци: - Khalid Benmahdi — 800 м - Тауфик Махлуфи — 1.500 м - Yassine Hathat — 1.500 м - Салим Кедар — 1.500 м - Милуд Рахмани — 400 м препоне - Абделмалик Лаулу — 400 м препоне - Saber Boukemouche — 400 м препоне - Билал Табти — 3.000 м препреке - Хишам Бушиша — 3.000 м препреке - Абделхамед Зерифи — 3.000 м препреке - Ларби Бурада — Десетобој | Жене: - Суад Аит Салем — Маратон - Баркахоум Дрици — Маратон - Амина Бетише — 3.000 м препреке |  |

## Резултати

### Мушкарци
| Атлетичар         | Дисциплина       | Лични рекорд | Квалификације | Квалификације | Полуфинале        | Полуфинале        | Финале            | Финале       | Детаљи                                      |
| Атлетичар         | Дисциплина       | Лични рекорд | Резултат      | Место         | Резултат          | Место             | Резултат          | Место        | Детаљи                                      |
| ----------------- | ---------------- | ------------ | ------------- | ------------- | ----------------- | ----------------- | ----------------- | ------------ | ------------------------------------------- |
| Khalid Benmahdi   | 800 м            | 1:46,07      | 1:49,61       | 7 у гр. 1     | Није се пласирао  | Није се пласирао  | Није се пласирао  | 40 / 44 (45) | Архивирано на веб-сајту (29. новембар 2015) |
| Тауфик Махлуфи    | 1.500 м          | 3:28,75      | 3:42,72 КВ    | 2. у гр. 1    | 3:35,05           | 2. у гр. 2 КВ     | 3:34,76           | 4 / 40 (41)  |                                             |
| Yassine Hathat    | 1.500 м          | 3:35,68      | 3:40,16       | 12. у гр. 3   | Нису се пласирали | Нису се пласирали | Нису се пласирали | 26 / 40 (41) | Архивирано на веб-сајту (18. новембар 2015) |
| Салим Кедар       | 1.500 м          | 3:35,92      | 3:44,81       | 12. у гр. 2   | Нису се пласирали | Нису се пласирали | Нису се пласирали | 34 / 40 (41) | Архивирано на веб-сајту (18. новембар 2015) |
| Милуд Рахмани     | 400 м препоне    | 49,24        | 50,21         | 7. у гр. 5    | Нису се пласирали | Нису се пласирали | Нису се пласирали | 35 / 40 (44) | Архивирано на веб-сајту (29. април 2018)    |
| Абделмалик Лаулу  | 400 м препоне    | 48,99 НР     | 49,33 кв      | 5. у гр. 1    | 48,87 НР          | 6. у гр. 1        | Није се пласирао  | 14 / 40 (44) | Архивирано на веб-сајту (26. новембар 2015) |
| Saber Boukemouche | 400 м препоне    | 49,43        | 51,54         | 6. у гр. 3    | Није се пласирао  | Није се пласирао  | Није се пласирао  | 38 / 40 (44) | Архивирано на веб-сајту (29. април 2018)    |
| Билал Табти       | 3.000 м препреке | 8:21,15      | 8:26,99 КВ    | 2. у гр. 2    |                   |                   | 8:29,04           | 13 / 38 (42) | Архивирано на веб-сајту (25. август 2015)   |
| Хишам Бушиша      | 3.000 м препреке | 8:20,11      | 8:30,07 кв    | 7. у гр. 3    | 8:33,79           | 14 / 38 (42)      |                   |              | Архивирано на веб-сајту (25. август 2015)   |
| Абделхамед Зерифи | 3.000 м препреке | 8:25,96      | 8:51,89       | 10. у гр. 1   | Није се пласирао  | 28 / 38 (42)      |                   |              |                                             |

### Десетобој
| Дисциплина    | Ларби Бурада Архивирано на веб-сајту (29. август 2015) | Ларби Бурада Архивирано на веб-сајту (29. август 2015) | Ларби Бурада Архивирано на веб-сајту (29. август 2015) | Ларби Бурада Архивирано на веб-сајту (29. август 2015) | Ларби Бурада Архивирано на веб-сајту (29. август 2015) | Ларби Бурада Архивирано на веб-сајту (29. август 2015) |
| Дисциплина    | Лич. рек.                                              | Резултат                                               | Бод.                                                   | Плас.                                                  | Укупно                                                 | Плас.                                                  |
| ------------- | ------------------------------------------------------ | ------------------------------------------------------ | ------------------------------------------------------ | ------------------------------------------------------ | ------------------------------------------------------ | ------------------------------------------------------ |
| 100 м         | 10,67                                                  | 10,83 ЛРС                                              | 899                                                    | 11.                                                    |                                                        |                                                        |
| Скок удаљ     | 7,69                                                   | 7,51 ЛРС                                               | 937                                                    | 8.                                                     | 1.836                                                  | 10.                                                    |
| Бацање кугле  | 14,00д                                                 | 13,73 ЛРС                                              | 712                                                    | 21.                                                    | 2.548                                                  | 9.                                                     |
| Скок увис     | 2,10                                                   | 2,07 ЛРС                                               | 868                                                    | 7.                                                     | 3.416                                                  | 9.                                                     |
| 400 м         | 46.69                                                  | 47,60 ЛРС                                              | 929                                                    | 5.                                                     | 4.345                                                  | 6.                                                     |
| 110 м препоне | 14,33                                                  | 14,26 ЛР                                               | 941                                                    | 7.                                                     | 5.286                                                  | 6.                                                     |
| Бацање диска  | 41,51                                                  | 41,53 ЛР                                               | 696                                                    | 17                                                     | 5.982                                                  | 9.                                                     |
| Скок мотком   | 5,00                                                   | 4,80 ЛРС                                               | 849                                                    | 15.                                                    | 6,831                                                  | 8.                                                     |
| Бацање копља  | 65,53                                                  | 63,82 ЛРС                                              | 795                                                    | 3.                                                     | 7.626                                                  | 6.                                                     |
| 1.500 м       | 4:12,15                                                | 4:16,61 ЛРС                                            | 835                                                    | 2.                                                     |                                                        |                                                        |
| Десетобој     | 8.332 НР                                               |                                                        |                                                        |                                                        | 8.461 АФР, НР                                          |                                                        |

### Жене
| Атлетичарка     | Дисциплина       | Лични рекорд | Квалификације | Квалификације | Полуфинале | Полуфинале | Финале             | Финале             | Детаљи                                      |
| Атлетичарка     | Дисциплина       | Лични рекорд | Резултат      | Место         | Резултат   | Место      | Резултат           | Место              | Детаљи                                      |
| --------------- | ---------------- | ------------ | ------------- | ------------- | ---------- | ---------- | ------------------ | ------------------ | ------------------------------------------- |
| Суад Аит Салем  | Маратон          | 2:25:08 НР   |               |               |            |            | Нису завршиле трку | Нису завршиле трку |                                             |
| Баркахоум Дрици | Маратон          | 2:43:11      |               |               |            |            | Нису завршиле трку | Нису завршиле трку |                                             |
| Амина Бетише    | 3.000 м препреке | 9:29,20 НР   | 9:36,10 ЛРС   | 5. гр. А      |            |            | Није се пласирала  | 18 / 42 (45)       | Архивирано на веб-сајту (15. децембар 2015) |